# Bastajski Brđani
Bastajski Brđani is een plaats in de gemeente Đulovac in de Kroatische provincie Bjelovar-Bilogora. De plaats telt 2 inwoners (2001).